# Maoba, Chongqing
Maoba (kinesiska: 毛坝) är en socken i sydvästra Kina. Den ligger i häradet Youyang i storstadsområdet Chongqing,  omkring 230 kilometer öster om det centrala stadsdistriktet Yuzhong. Antalet invånare är 7 762. Befolkningen består av 3 698 kvinnor och 4 064 män. Barn under 15 år utgör 23,0 %, vuxna 15-64 år 59 %, och äldre över 65 år 16,0 %.